# Leptochilus chiricahua
Leptochilus chiricahua är en stekelart som beskrevs av Parker 1966. Leptochilus chiricahua ingår i släktet Leptochilus och familjen Eumenidae. Inga underarter finns listade i Catalogue of Life.